# Ramularia major

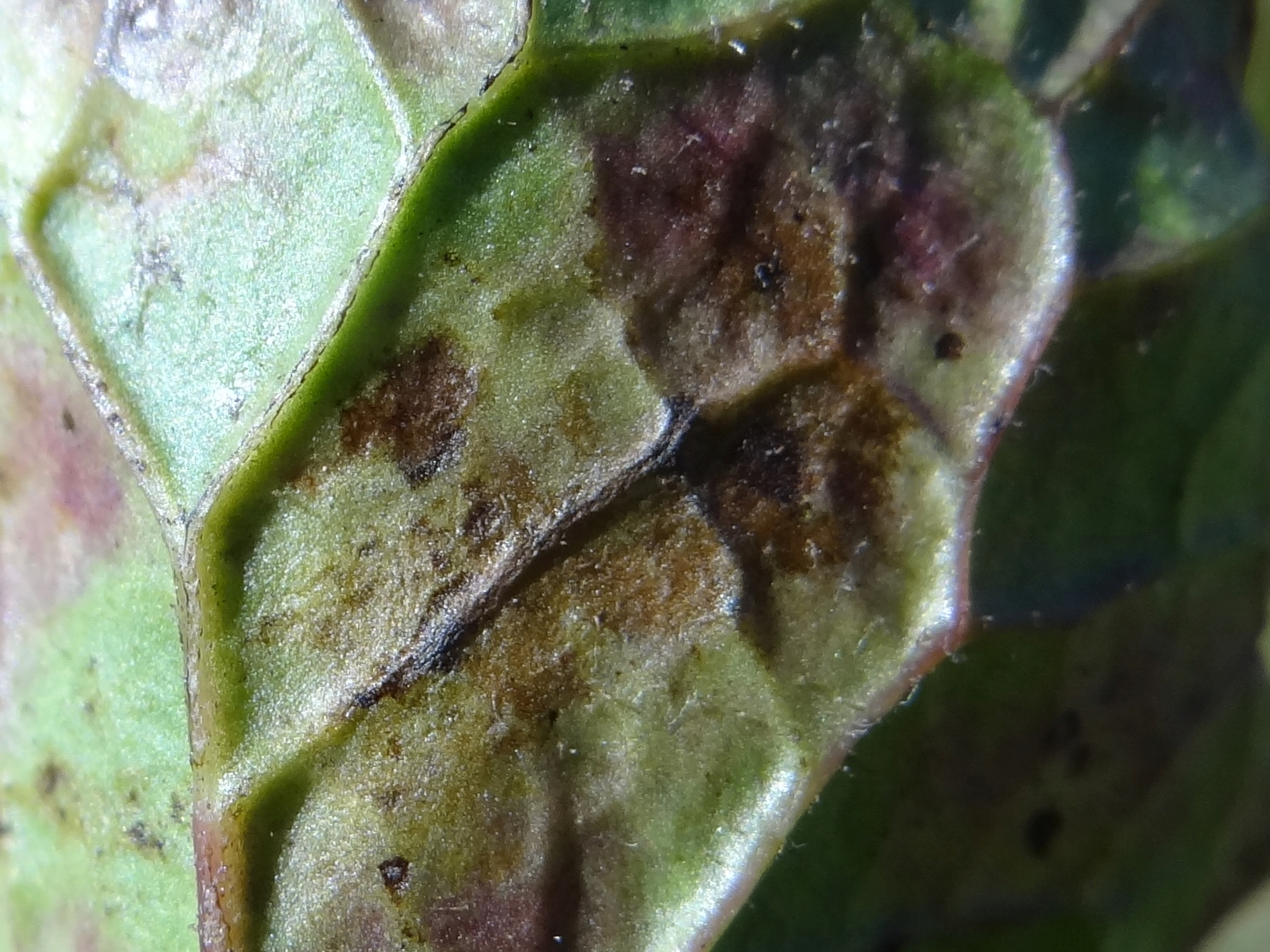
Plamy na dolnej stronie liścia podbiałka alpejskiego

Ramularia major (Unger) U. Braun – gatunek grzybów z klasy Dothideomycetes. Grzyb mikroskopijny pasożytujący na gatunkach roślin należących do rodzajów miłosna, lepiężnik i podbiałek. Powoduje u nich plamistość liści.

## Systematyka i nazewnictwo
Pozycja w klasyfikacji według Index Fungorum: Ramularia, Mycosphaerellaceae, Capnodiales, Dothideomycetidae, Dothideomycetes, Pezizomycotina, Ascomycota, Fungi.
Po raz pierwszy takson ten zdiagnozował w 1833 r. F. Unger nadając mu nazwę Cylindrosporium majus. Obecną, uznaną przez Index Fungorum nazwę nadał mu Uwe Braun w 1833 r.

## Morfologia
Objawy na liściuW miejscach rozwoju grzybni Ramularia major na liściach roślin tworzą się wielokątne, w zarysie mniej więcej owalne plamy o średnicy 5–15 mm. Często ograniczone są nerwami liścia. Sąsiednie plamy zlewają się z sobą. Początkowo są żółtozielonkawe, potem coraz ciemniejsze: zielonoczarne, brązowe i brązowoczarne.
Cechy mikroskopoweGrzybnia rozwija się w tkance miękiszowej wewnątrz liści. Na dolnej stronie liści, rzadko na górnej, tworzy się nalot złożony z konidioforów i zarodników konidialnych. Konidiofory w pęczkach, 1–3(–4)–komórkowe, o długości 27–76 (–103) μm i szerokości 2–3,4 μm. Konidia elipsoidalne, cylindryczne lub podłużnie jajowate o wymiarach 11–40 × 2,3–4,6 μm. Powstają w łańcuszkach, są zwykle 2-komórkowe, rzadko 1– lub 3–komórkowe.

## Występowanie
Pasożyt obligatoryjny. W Polsce występuje na miłosnej górskiej (Adenostyles alliariae), podbiałku alpejskim (Homogyne alpina), lepiężniku białym (Petasites alba), lepiężniku różowym (Petasites hybridus), lepiężniku wyłysiałym (Petasites kablikianus) i lepiężniku kutnerowatym (Petasites spurius).